# Necropoli di Cassibile
Il sito archeologico di Cassibile comprende necropoli antiche e edifici rupestri scavati nella roccia in gran parte presenti all'interno dell'area demaniale della Riserva di Cavagrande del Cassibile. Parte del sito, invece, ricade in terreni privati e pertanto risulta di difficile accesso.

## Descrizione
Il sito si trova sul versante nord di Cavagrande del Cassibile, luogo di interesse sia archeologico che naturalistico. Cavagrande, come dice la stessa denominazione, è il canyon più largo e lungo della zona; più a nord sono presenti altre cave, molto più strette che terminano in corrispondenza dell'attuale abitato di Cassibile. Una di queste cave è la Cava Sant'Anna, ed è la più interessante dal punto di vista archeologico perché contiene al suo interno la Necropoli di Cassibile, che è, dopo Pantalica, il più grande complesso tombale della civiltà sicula. Sono presenti infatti circa duemila tombe a grotticella artificiale, databili ad un periodo che va dal 1000 all'800 a.C., epoca storica denominata dagli archeologi come "Seconda facies di Pantalica" o di "Cassibile", in quanto prende il nome proprio da questa necropoli. Sono stati rinvenuti numerosi reperti, oggi custoditi presso il Museo Archeologico Regionale Paolo Orsi, come le fibule ad arco a gomito, e vasellame (ceramica piumata). Altri complessi tombali, più isolati, sono inseriti all'interno delle cave successive; si tratta di tombe posteriori e quasi tutte a camera.
I numerosi reperti ci svelano che la civiltà che viveva tra Avola antica e Cassibile era molto raffinata, probabilmente per via di un costante contatto con i Fenici e per la sua vicinanza al mare. La necropoli di Cava Sant'Anna fu riutilizzata in epoca bizantina, e molte tombe furono destinate anche ad altri usi; lo dimostrano gli arcosoli all'interno di alcune tombe a camera.                                          Inoltre è assai probabile che, il colle piramidale che si trova di fronte alla necropoli, chiamato "Cugno Mola" è da identificarsi con il fortilizio, di cui parla Tucidide nel racconto sulla Guerra del Peloponneso; doveva cioè trattarsi del luogo, in prossimità della foce del fiume Cassibile, dove i Siracusani avevano installato una fortezza militare per sorvegliare gli Ateniesi in fuga. I Siracusani, infatti, dal colle impedirono agli Ateniesi di entrare nella valle del Cassibile, dove avrebbero cercato rifugio presso i Siculi di Avola antica. Evidentemente i Siracusani e i Siculi, in vista dell'imminente vittoria siracusana, si erano alleati contro il nemico ateniese.

## Ipotesi
Per l'estensione della necropoli, si è ipotizzata l'esistenza di un grande centro siculo (spesso identificato con una delle antiche città chiamate Hybla), nato in seguito al sovrappopolamento di Pantalica intorno all'XI secolo a.C. e che successivamente, ebbe in Avola antica il suo fulcro. Del centro abitato rimangono, sul colle di fronte alla necropoli, solo i resti di un tempietto dorico d'età greca, prostilo.